# Bathylagoides nigrigenys
Bathylagoides nigrigenys är en fiskart som först beskrevs av Parr, 1931.  Bathylagoides nigrigenys ingår i släktet Bathylagoides och familjen Bathylagidae. Inga underarter finns listade.